# 大宮隆
大宮 隆（おおみや たかし 1913年（大正2年）4月23日 - 2007年（平成19年）6月4日）は、日本の実業家。寳酒造株式会社元会長・社長を務め、京都財界の顔役の一人だった。宝ホールディングス会長の大宮久は子。

## 経歴・人物
- 1913年（大正2年）4月23日、滋賀県出身。旧姓名：市田 隆。
- 1937年（昭和12年）3月、同志社大学法学部経済学科卒。
- 宝酒造中興の祖と言われた大宮庫吉の養女と結婚、大宮家に婿入りして大宮姓を名乗ると共に、1945年（昭和20年）に義父が経営する宝酒造に入社。
- 1966年（昭和41年）3月、義父庫吉の跡を受けて寶酒造社長に就任。社長就任直後に不採算事業になっていたビール製造から撤退する決断を下す。
- 1968年（昭和43年）に清酒『松竹梅』を開発販売。
- 1970年（昭和45年）、映画俳優の石原裕次郎を松竹梅のイメージキャラクターとしてコマーシャルに起用したことをきっかけとして、大宮と石原プロモーションの関係が深まることとなる。
- 1984年（昭和59年）、会長に就任。
- 1993年（平成5年）、相談役に就任。
- 2007年（平成19年）6月7日、肺炎の為、逝去。94歳没。

石原裕次郎及び石原プロモーションとのつながりが深く、ドラマへの出演の他、裕次郎のドキュメンタリー番組などにもインタビュー出演し晩年の裕次郎の姿などを証言している。

## 演じた人物
- 中村嘉葎雄 - 『弟』　テレビ朝日　2004年11月20日21日放送分